# たそがれのロンドン・タウン
「たそがれのロンドン・タウン」（London Town）は、1978年にウイングスが発表した楽曲、及び同曲を収録したシングル。

## 解説
『ロンドン・タウン』の1曲目に収録。シングルカットは1978年8月26日で、『ロンドン・タウン』からのカットでは3枚目に当たる。なお、英語の原題は楽曲・シングル・アルバム共に"London Town"だが、日本ではアルバム名以外を「たそがれのロンドン・タウン」と称することが多い。
シングルでは同じ『ロンドン・タウン』収録の「アイム・キャリング」（I'm Carrying）をB面とした。チャートは振るわず、米で39位*、イギリスで60位*にとどまった。
シングル・カットの際にプロモーション・ビデオも制作された。PVには、ポールがビートルズ時代に映画『ビートルズがやって来るヤァ!ヤァ!ヤァ!』『ヘルプ!4人はアイドル』などで共演した俳優のヴィクター・スピネッティも出演している。
*チャートはイギリスが『ミュージック・ウィーク』、アメリカが『ビルボード』での最高位を示す。

## 収録曲
- たそがれのロンドン・タウン（London Town）
- アイム・キャリング（I'm Carrying）